# Anthomyia hirsuticorpa
Anthomyia hirsuticorpa är en tvåvingeart som beskrevs av Feng, Fan och Zeng 1999. Anthomyia hirsuticorpa ingår i släktet Anthomyia och familjen blomsterflugor.
Artens utbredningsområde är Sichuan (Kina). Inga underarter finns listade i Catalogue of Life.